# Осташинський Наум Йосипович
Нау́м Йо́сипович Осташи́нський (14 травня 1927 , Васильків, Васильківський район, Київська округа, Українська СРР, СРСР  — 23 листопада 2004 , Київ ) — український педагог, культурний діяч, письменник та художник. Заслужений учитель України, нагороджений медаллю Макаренка та Островського, відмінник народної освіти СРСР.

## Біографія
Народився 14 травня 1927 року в місті Васильків, тепер Київська область, Україна.
Закінчив 6 класів, почалася Друга світова війна. Батька та старшого брата мобілізували на фронт, Наум рив окопи під Ірпенем. Був евакуйований, працював в трудовому ополченні під Сталінградом, під час риття окопів поморозив ноги. Згодом — на Уралі, вчиться в фабрично-заводському училищі, робив авіаційні мотори.
1945 року поступає на скульптурний відділ Київського училища прикладного мистецтва. По навчанні залишається викладачем.
1955 року заочно закінчив факультет графіки Московського політехнічного інституту.
Заслужений учитель України — 1981, засновник та беззмінний керівник дитячої художньої студії з 1949 року, в якій навчались більше чим 5000 дітей.
В травні 1949 школа почала свою роботу у підвальному приміщенні по вул. Новопушкінській.
1959 року робота дитячої студії відмічається срібною медаллю ЮНЕСКО, 1978 — премією ім. М. Островського.
Серед його учнів — кавалер ордена Почесного Легіону Єва Гольдфарб та лауреатка «Оскара» Аліна Ваксман.
1962 року про роботу студії знято фільм «Сім кольорів веселки», 1964 — «Олівець та жар-птиця».
Написав книги щодо виховання дітей та юнацтва:
- «Поради юному скульптору» — Київ, 1956,
- «Подивись навколо», Москва, 1966,
- «Київ очима дітей», Київ, 1974,
- «Вогняні фарби», Київ, 1978.

У співавторстві з В. Сухомлинським написав «Ми продовжуємо себе в дітях».
Був науковим кореспондентом Українського інституту педагогіки.
На фасаді будинку по вулиці Басейна, 12 у Києві встановлено пам'ятну таблицю: «У цьому будинку в 1982—2004 роках жив Заслужений учитель України Осташинський Наум Йосипович, засновник та незмінний керівник першої в Україні всесвітньо відомої Дитячої художньої студії.»
Помер 23 листопада 2004 року в Києві.
Вийшли друком його твори:
- «Злікує людство доброта» (поезії) — Київ, 1993,
- «З Красою людей обвінчать» — Київ, 1995,
- «Казкова мозаїка» — Київ, 1995,
- «Весняна казка» — Київ, 1996,
- «Красі добротою зростать» — Київ, 1996,
- «Берег» (казки) — Київ, 1998.